# AMX-10 RC
O AMX-10 RC é um veículo de combate blindado francês fabricado pela Nexter Systems para fins de reconhecimento blindado. Equipando unidades de cavalaria francesa desde 1981, mais de 240 permaneceram em serviço com o Exército francês em 2021. 108 unidades foram vendidas para o Marrocos e 12 para o Catar. "RC" significa " Roues-Canon ", que significa "arma de rodas". O veículo pode ser descrito como um caça-tanques com rodas. Também foi descrito como um tanque leve, embora sua classificação como tanque tenha sido contestada; é descrito pelo termo "char" (tanque) no serviço francês.